# Boffervapen

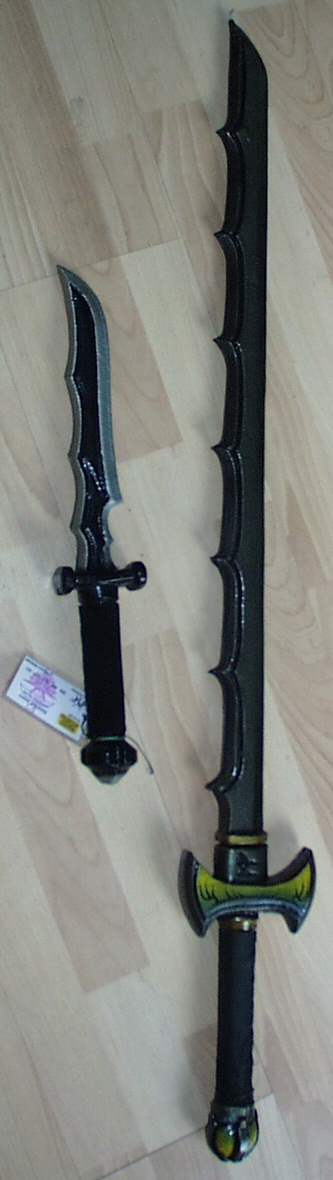
Latexvapen.

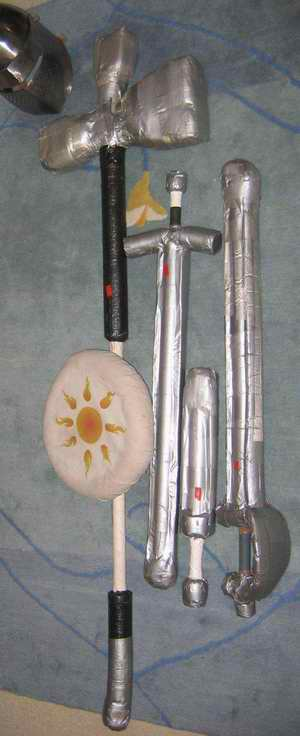
Hemtillverkade silvertejpsvapen.

Ett boffervapen är en mjuk vapenreplika avsedd för stridssimulering på levande rollspel (lajv) eller bofferkrig. Boffervapen är numera i det närmaste synonymt med latexvapen.

## Utveckling

### Silvertejpsvapen
I lajvandets barndom var boffervapnen hemtillverkade och hade en trä- eller glasfiberstomme omgiven av rörisolering eller liggunderlag täckt av med silvertejp. Vapnens onomatopoetiska namn "boffer" härstammar från ljudet dessa vapen avgav då de träffade något. Dessa silvertejpsvapen tillverkades tidigare oftast av material som lajvaren råkade ha hemma och gick ofta sönder. Vissa lajvare använder av kostnadsskäl fortfarande vanligt liggunderlag, istället för ändamålet framtagna skumplaster, men silvertejp är numera (2008) mycket sällsynt i lajvsammanhang. Trästommar förekommer inte heller i moderna boffervapen då de dels inte sviktar tillräckligt, och dels kan bli farligt vassa om de går sönder. Silvertejpsvapen används i lajvsammanhang i viss utsträckning fortfarande som övningsvapen, men förekommer i princip inte på själva lajvarrangemangen.
Vid bofferkrig används både typen av vapen men för att eftersträva realism brukas vanligtvis latexvapen mest. Vapen gjorda av silvertejp är förbjudna på många lajv på grund av sitt utseende och bristande säkerhet, eftersom dessa är hemgjorda. Fabrikstillverkade latexvapen håller för strid betydligt bättre så länge man inte slår besinningslöst, vilket man heller inte gör för att undvika skador på sina kamrater. Nutida (2008) silvertejpsvapen är oftast tillverkade med en stomme av PVC- eller polyetenrör, omgiven av rörisolering och med en stickspets av mjukt skumgummi. Dessa vapen tillverkas i de flesta fall fortfarande hemma, men kvaliteten är på grund av strikta säkerhetskrav oftast hög. Dessa vapen används sällan i lajvsammanhang, eftersom fokus i deras konstruktion snarare ligger på säkerheten och hållbarheten än utseendet.

### Latexvapen
Ett modernt (2007) boffervapen är uppbyggt av tätcellig skumplast (Celoen eller någon annan sort) omkring en kärna av glasfiber, (vanligen en glasfiberstav med cirkulärt tvärsnitt och en diameter på 8–10 mm) och överdraget med färgad latex. Denna typ av boffervapen kallas därför ofta för latexvapen. Ett välbyggt latexvapen har någon form av toppsäkring (en halvmjuk inre förstärkning som förhindrar att glasfiberstaven äter sig igenom skumplasten) i spetsen och bör hålla åtskilliga lajv. 
Kommersiellt tillverkade latexvapen har funnits tillgängliga på den europeiska marknaden åtminstone sedan 1992, men många lajvare bygger även egna latexvapen. De flesta som bygger egna vapen gör detta för att de vill ha ett speciellt eller personligt utformat vapen, men också ekonomiska skäl kan spela in, även om skillnaden i pris mellan köpta vapen och material för hemtillverkning har minskat betydligt de senaste åren.
Latexvapen används även i mindre omfattning inom film och teater.

## Säkerhet
Det finns inga internationella regler eller överenskommelser när det gäller boffervapnens utformning, däremot finns det en praxis som bland annat säger att glasfiberkärnan inte får gå ända ut i vapnets ändar. 
Praxis är att arrangören för ett lajv innan lajvet testar och godkänner de boffervapen som deltagarna vill använda (vapenkontroll). Vapen som av säkerhets- eller estetiska skäl inte blir godkända får inte användas. Föreningen Svarta Galten har sedan 2008 infört ett system där de som arrangör inte testar enskilda vapen, utan istället tillhandahåller rekommendationer om vapnens utformning. Ansvaret att ha ett säkert och med fiktionen förenligt vapen, vilar då i sin helhet på den enskilda deltagaren.

## Handhavande
Latexvapen ska inte slås mot hårda kanter, eller förvaras liggande mot vassa kanter. Ett latexvapen ska heller inte förvaras stående på sin spets. Att sticka med vapnet kan skada både motståndaren och vapnet och är därför förbjudet på de flesta svenska lajv, men det förekommer ibland på andra europeiska lajv. Ett latexvapen behöver emellanåt behandlas med silikonspray. Att man lika gärna kan behandla vapnet med talk, mjöl eller potatismjöl är en svårutrotad myt.

## Debatt
Det har i Sverige länge debatterats huruvida man bör använda latexvapen eller stålvapen (blankvapen) på lajv. De allra flesta svenska lajv använder latexvapen, ett par arrangörer växlar mellan latexvapen och blankvapen beroende på arrangemangets art (på ett bankettlajv inomhus används blankvapen, men på ett äventyrsbetonat utomhuslajv används latexvapen). Sveriges äldsta lajvförening Gyllene Hjorten använder dock alltid blankvapen, liksom ett fåtal enskilda högambitionsarrangemang t.ex. Lyktsken. 

### Argument för användande av latexvapen på lajv
(jämfört med blankvapen) 
- Skaderisken minskar eftersom vapnen är mjuka.
- Strider kan gestaltas av nästan vem som helst.
- Lajvet blir mer dynamiskt.

### Argument mot användande av latexvapen på lajv
(jämfört med blankvapen)
- Skaderisken ökar eftersom deltagarna tenderar att brista i respekt för vapnen
- Skaderisken ökar eftersom det sällan krävs någon form av auktorisering av handhavaren av ett boffervapen på ett arrangemang.
- De är fula och förstör illusionen.